# ルノー・5
ルノー・5(Renault 5,R5)は、ルノーがかつて製造、販売していた小型ハッチバック型の乗用車である。フランス語では「5」を「サンク」(仏: cinq)と読む。

## 初代（1972年 - 1985年）
1972年に発売され、先進的なデザインと高い実用性からヨーロッパ中でベストセラーとなった。現代の前輪駆動車としては珍しい縦置きエンジン配置であり、パワートレインも車体前方からトランスミッション、デフ、エンジンという、あまり類を見ない配置となっている（いわゆるフロントミッドシップに近い）。これはベースとなった4と同じ構造で、4の先代であるリアエンジン車の4CVのエンジンと駆動系をそのまま前方に移したことに由来する。そのため室内側にエンジンの一部が食い込んでおり、エンジンの熱が室内にこもりやすいという欠点があった。
エンジンは4に搭載されていた800ccと1,000cc（フランス国内向け）のガソリンエンジン。後に1,300ccが追加され、5アルピーヌのベースエンジンとなった。
サスペンションは前がダブルウィッシュボーン、後がトレーリングアーム。スプリングは前後輪とも、スペース効率と乗り心地に優れるトーションバー（ねじり棒ばね）を用いており、フロントは縦置き、リアは横置きとされた。軸重の軽いリアはばねを柔らかくする（ばね定数を下げる）必要性から、左右ともトーションバーは車幅いっぱいの長さを確保したために同軸上に配置できず、室内スペースを侵食する上下配置は避けて前後方向に並べて取り付けられている。それに伴い左右のトレーリングアームの支点も同様に前後にずれているため、ホイールベースが左右で30mm異なる。これは4から受け継がれたアイデアで、5ではこれに留まらず既存ルノー各車の部品が多用されている。
デザインは、世界初となる樹脂バンパーを前後に備えた3ドアのハッチバックボディで、5発表直前にこの世を去ったルノー社内デザイナー、ミシェル・ブエ（Michel Bouë ）がほぼ独力で作業したものと言われている。
フランス内外で多数の限定仕様車が発売され、1979年に5ドア版を追加し、内装等も大きく変更されるなどして長年ベストセラーの座を保っていた。1985年をもってフランス本国での生産を終了し、後継車のシュペール5に引き継がれた。またR1229モデルがトヨタ・南アフリカでも生産されていた。その後もイランなどで生産が継続された。

### バリエーション
- ル・カー - アメリカ合衆国ではル・カー（Le Car ）の名でアメリカン・モーターズ（AMC）から販売された。このモデルのイメージを追った仕様が、フランスでも同名で限定仕様として発売された。
- 7 - スペインでの小型ファミリーカー需要の高さから、5をベースに開発された4ドアセダン。「7」はスペイン語で「シエテ」(西: siete) と読む。車体形状のほか、バンパーや内装も異なる。
- 5アルピーヌ - 1976年登場。ルノー傘下のスポーツカーメーカーであるアルピーヌが手がけたスポーツバージョン。排気量1.4 L、最高出力93 PSのエンジンに5速MTが組み合わせられ、より操縦性を高めたサスペンションを備える。外観では、フォグランプ内蔵のエアダムフロントバンパーとピンストライプが特徴。アルミ製のホイールはアルピーヌ・A310と同様の意匠のものを採用している。1981年には、ターボチャージャーを搭載して最高出力を110 PSに向上させた5アルピーヌ・ターボが登場した。

なお、イギリスでは商標権の関係から「ゴルディーニ」を名乗っていた。

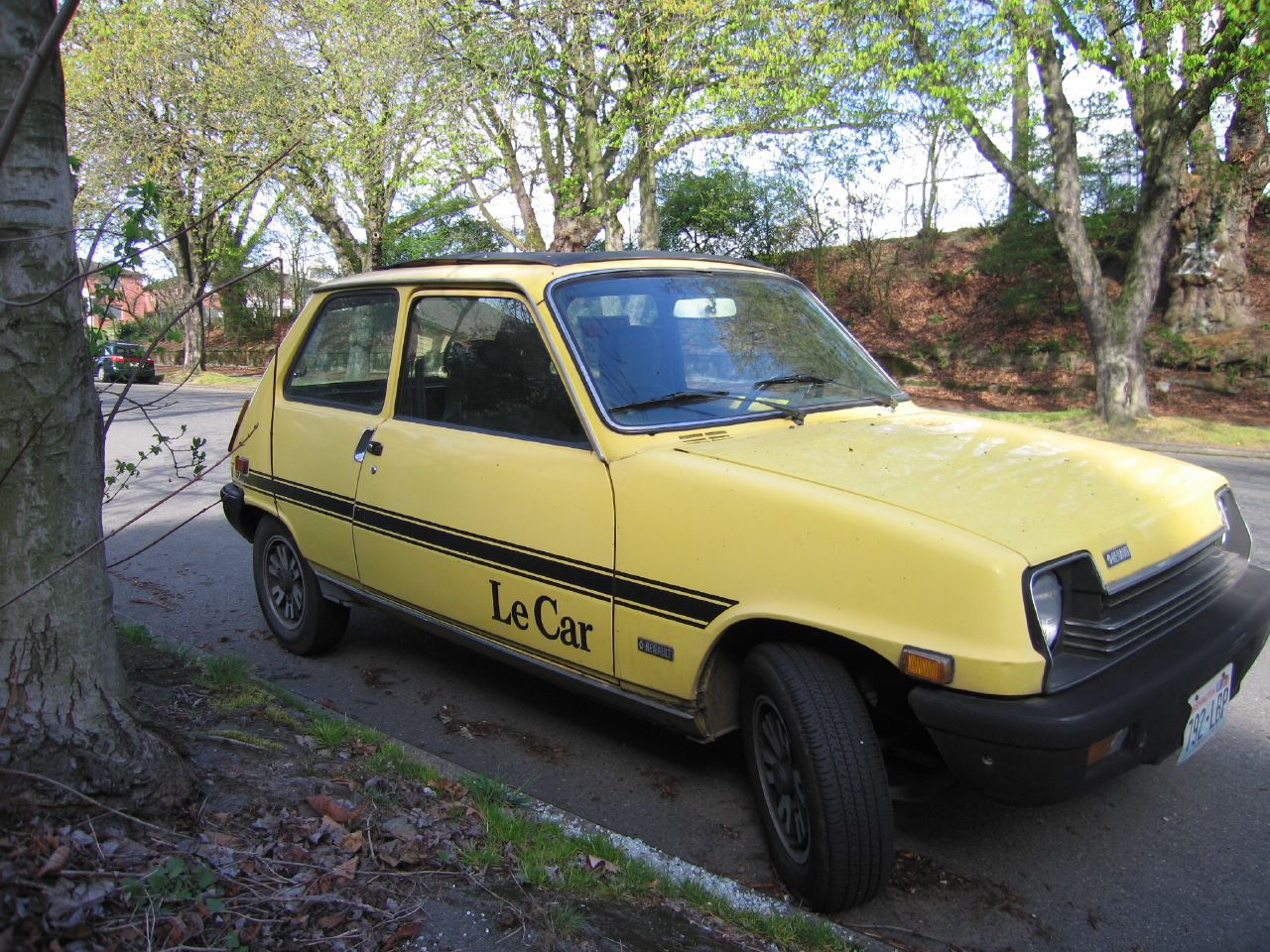
ル・カー（北米仕様）
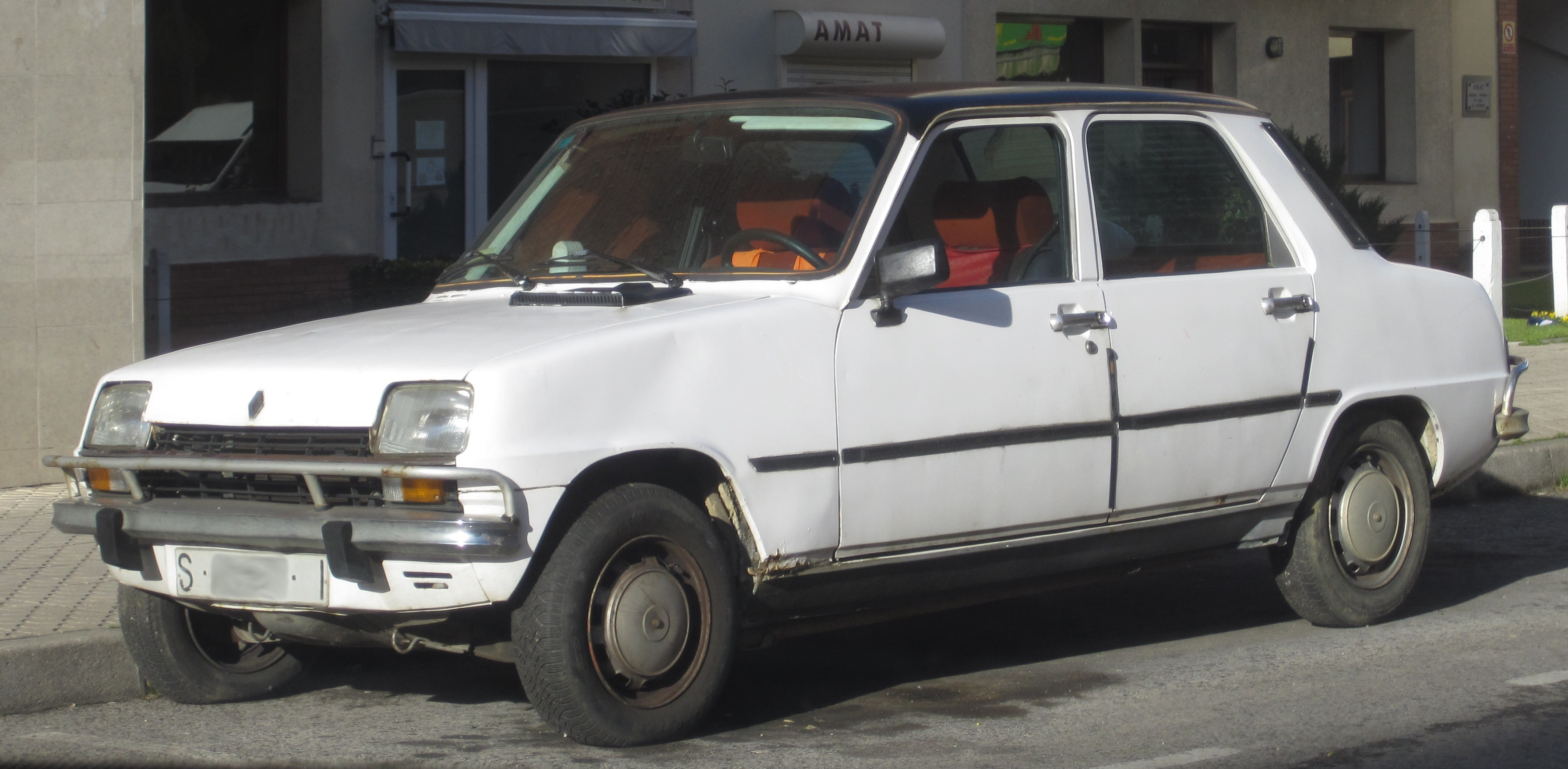
7
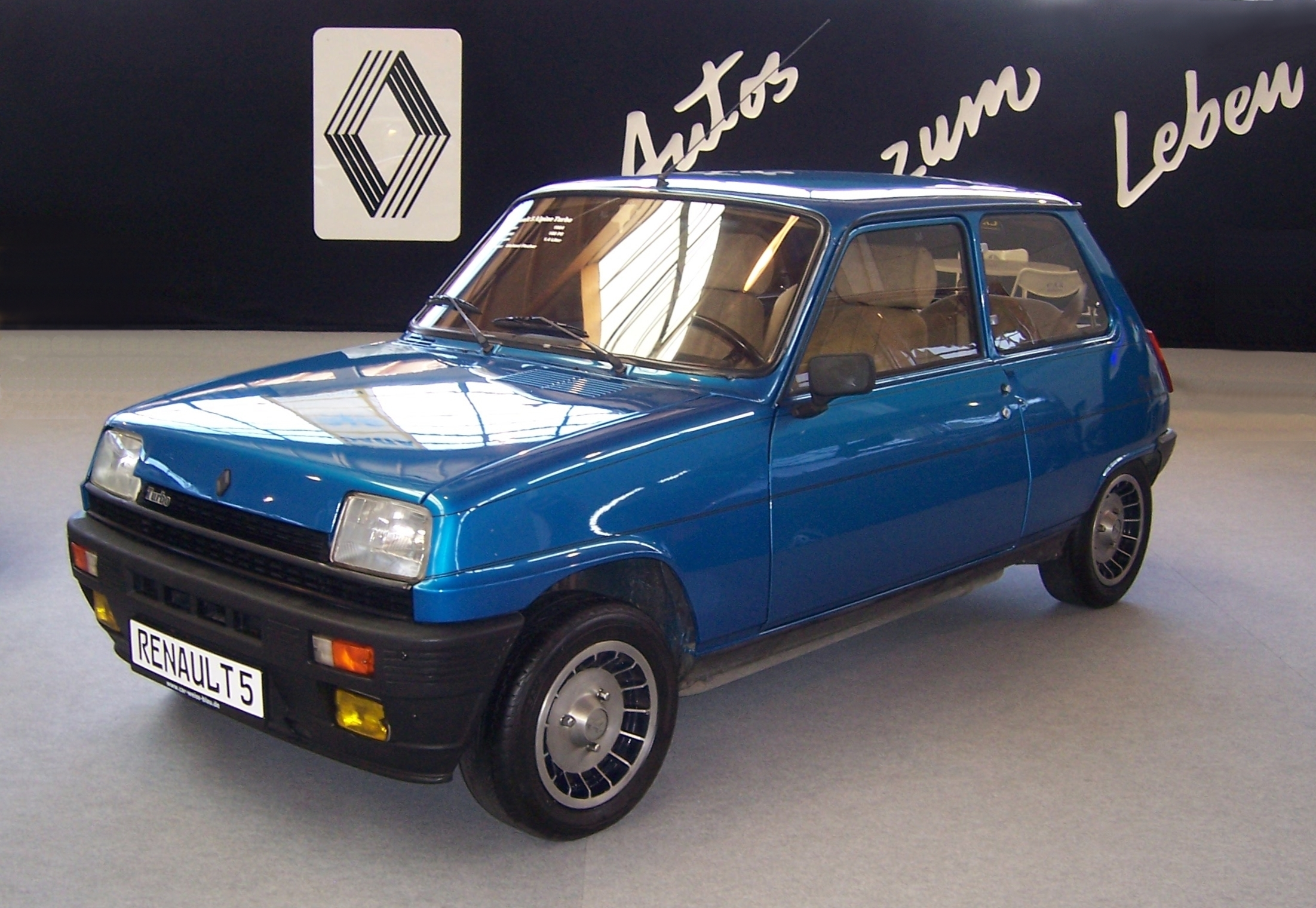
5ターボ - 1980年登場。WRC（世界ラリー選手権）のグループ4（英語版）ホモロゲーションモデルとして開発され、それまでのルノー車中最高価格で少量販売された。後席を撤去してそこにエンジンを搭載するミッドシップレイアウトに変更されており、駆動方式も後輪駆動となっている[1]。排気量1,397 ccのエンジンにターボチャージャーの組み合わせで、最高出力160 PS / 6,000 rpm、最大トルク21.4 kgm / 3,250 rpmを発生する。トランスミッションは5速MTのみ。
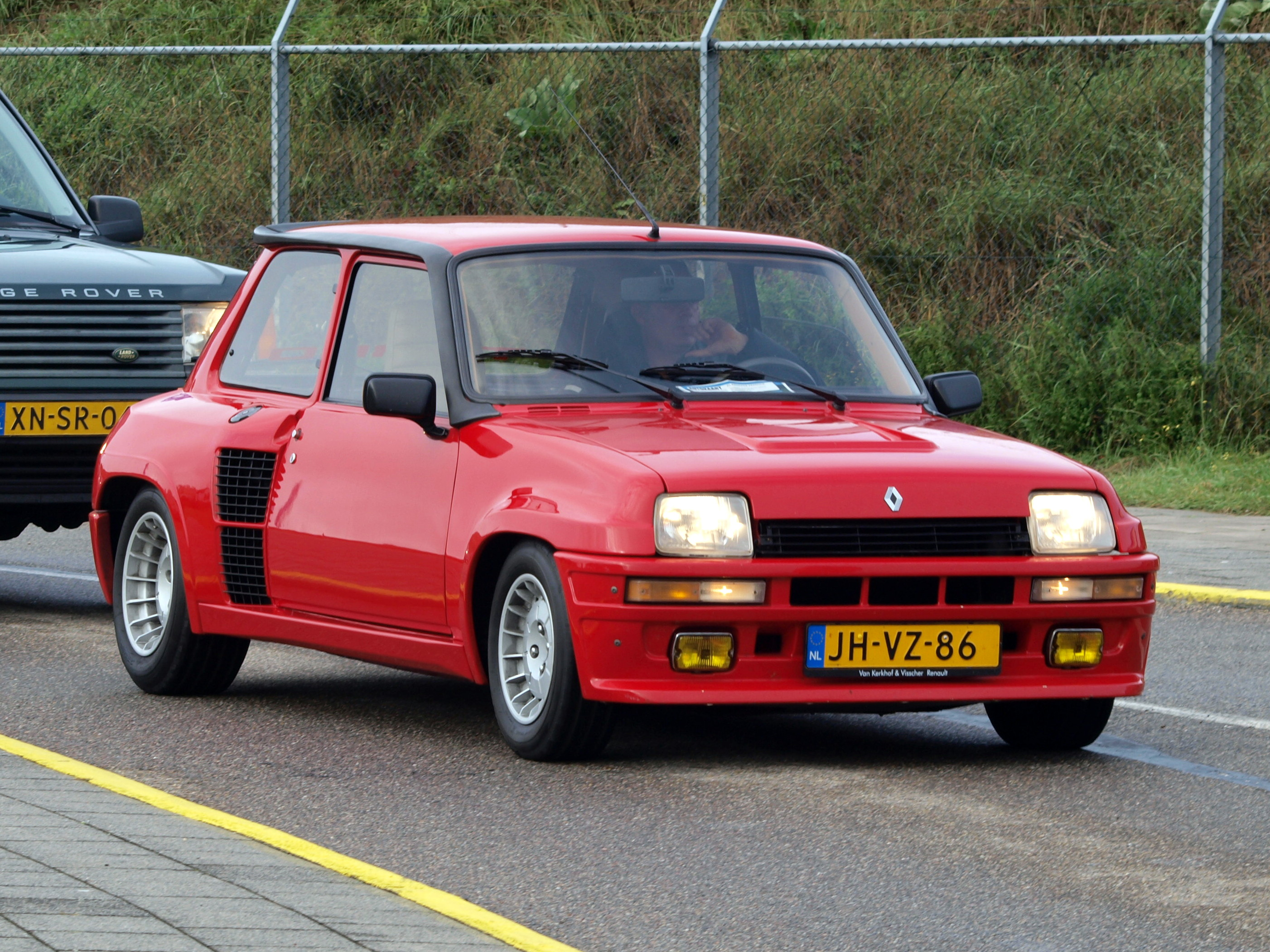
5ターボ2 - 1983年登場。5ターボのマイナーチェンジ版およびグループBホモロゲーションモデル。価格を引き下げるために生産性の向上が図られ、従前アルミ製であったボディはスチール製に変更された[注釈 1]。
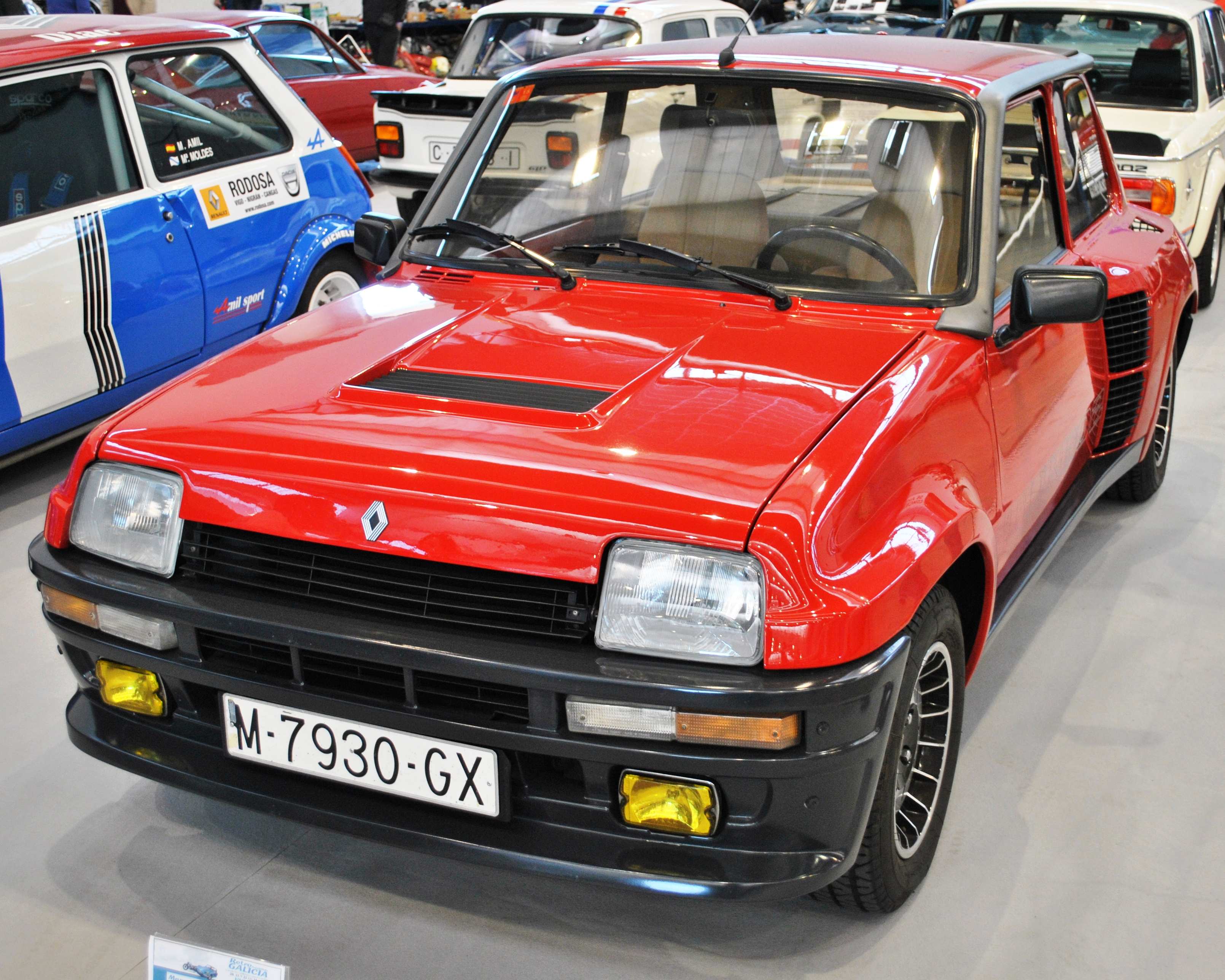
5ターボ2

### 日本での販売
日本では1976年より導入された。輸入元はそれまでの日英自動車に代わり、新たにルノーの代理店となったキャピタル企業が、それまで扱っていたミニの代替として受け持つことになった。当初は排気ガス対策用の触媒を装備していたことから北米仕様車を販売していた（大型バンパー/丸形ヘッドライト装備）が、触媒が発する高熱によって塗装にヒビが入る、ボンネットに触ると火傷するなどの諸問題が生じ、またさび止めの処理も不十分であったため、長く残る個体は少なかった。
その後フランス本国仕様をベースに外観を変更し、品質向上のための改善が行われた。後に右ハンドルのAT車や5アルピーヌ、さらに5ドアも輸入され、5ターボ2も少数輸入された。
| モデル                    | 製造期間      | モデルコード | 排気量  | 最大出力 DIN    | 最大トルク DIN   | 最高速度 | パワーウェイト レシオ | 前進 ギア数 | ブレーキ 前/後  |
| ------------------------- | ------------- | ------------ | ------- | --------------- | ---------------- | -------- | --------------------- | ----------- | --------------- |
| 5L                        | 1972年-1976年 | R1220        | 782cc   | 36ps/5,200rpm   | ?                | 120km/h  | 20.28kg/ps            | 4MT         | ドラム          |
| 5L                        | 1977年-1984年 | R1221        | 845cc   | 37ps/5,500rpm   | 5.9kgm/2,500rpm  | 126km/h  | 19.73kg/ps            | 4MT         | ドラム          |
| 5Lauréate L               | 1985年        | R1222        | 956cc   | 44ps/5,500rpm   | 6.5kgm/3,500rpm  | 136km/h  | 17.61kg/ps            | 4MT         | ディスク ドラム |
| 5TL                       | 1972年-1979年 | R1222 R1392  | 956cc   | 47ps/5,500rpm   | 6.5kgm/3,000rpm  | 135km/h  | 16.7kg/ps             | 4MT         | ディスク ドラム |
| 5TL                       | 1980年-1984年 | R1227 R1397  | 1,108cc | 45ps/4,400rpm   | 8.7kgm/2,000rpm  | 137km/h  | 16.71kg/ps            | 4MT         | ディスク ドラム |
| 5Lauréate TL              | 1985年        | R1397        | 1,108cc | 45ps/4,400rpm   | 8.7kgm/2,000rpm  | 137km/h  | 16.56kg/ps            | 4MT         | ディスク ドラム |
| 5GTL                      | 1976年-1979年 | R1225 R1395  | 1,289cc | 42ps/5,000rpm   | 8.6kgm/2,000rpm  | 136km/h  | 17.74kg/ps            | 4MT         | ディスク ドラム |
| 5GTL                      | 1980年-1984年 | R1227 R1397  | 1,108cc | 45ps/4,400rpm   | 8.7kgm/2,000rpm  | 137km/h  | 16.71kg/ps            | 4MT         | ディスク ドラム |
| 5Lauréate GTL             | 1985年        | R1397        | 1,108cc | 45ps/4,400rpm   | 8.7kgm/2,000rpm  | 137km/h  | 17.44kg/ps            | 5MT         | ディスク ドラム |
| 5LS                       | 1974年-1975年 | R1224        | 1,289cc | 64ps/6,000rpm   | 9.6kgm/3,500rpm  | 155km/h  | 12.03kg/ps            | 4MT         | ディスク ドラム |
| 5TS                       | 1975年-1981年 | R1224        | 1,289cc | 64ps/6,000rpm   | 9.6kgm/3,500rpm  | 151km/h  | 12.5kg/ps             | 4MT         | ディスク ドラム |
| 5TS 5TX                   | 1982年-1984年 | R1229        | 1,397cc | 63ps/5,250rpm   | 10.5kgm/3,000rpm | 154km/h  | 13.02kg/ps            | 5MT         | ディスク ドラム |
| 5アルピーヌ               | 1976年-1981年 | R1223        | 1,397cc | 93ps/6,400rpm   | 11.8kgm/4,000rpm | 175km/h  | 9.14kg/ps             | 5MT         | ディスク ドラム |
| 5アルピーヌターボ         | 1982年-1985年 | R122B        | 1,397cc | 110ps/6,000rpm  | 15.2kgm/4,000rpm | 186km/h  | 7.91kg/ps             | 5MT         | ディスク        |
| 5オートマチック           | 1978年-1981年 | R1225 R1395  | 1,289cc | 55ps/5,750rpm   | 9.6kgm/2,500rpm  | 140km/h  | 14.73kg/ps            | 3AT         | ディスク ドラム |
| 5オートマチック 5TXオート | 1982年-1984年 | R1229 R1399  | 1,397cc | 58.5ps/5,250rpm | 10.3kgm/3,000rpm | 142km/h  | 14.02kg/ps            | 3AT         | ディスク ドラム |

- ル・カー（北米仕様）
- 7
- 5アルピーヌ・ターボ
- 5ターボ
- 5ターボ2

## 2代目（1984年 - 1996年）
1984年10月にフルモデルチェンジ。当時のルノーはモデルチェンジとともに車名を変更するのが通例だったが、この5に限ってはヒット作であったため踏襲された。正式には旧モデルと変わらず単に5という車名であるが、旧モデルと区別する目的で「シュペール5」(Super 5)とも呼ばれる。
ボディは3ドアもしくは5ドアのハッチバック。内外装ともイタリアのデザイナーであるマルチェロ・ガンディーニが担当した。
エンジンは、956cc、1,108cc、1,397ccとそのターボ仕様、1,721ccのガソリンエンジン、1,596ccのディーゼルエンジン。駆動系は大きく変更され、一般的な横置きとなった。
サスペンションはフロントがストラット式、リアがトレーリングアーム。スプリングは、前輪部がコイルで後輪部がトーションバーである。
1987年にマイナーチェンジが実施され、前後バンパー、フロントグリルなどのデザインが変更された。また、従来中央にあったルノーのバッジは左側に寄せて装着されるようになった。また、日本への正規輸入もジヤクスを通じて開始された。
シュペール5は旧モデルに続きベストセラーとなり、約400万台が生産された。1990年に後継となるクリオの登場でその座を譲ったが、スロベニアでは1996年頃まで生産が継続された。

### バリエーション
- バカラ（Baccara ） - 豪華装備車。レザーシートや革巻きステアリングが標準で用意され、荷室のトレイはそのままレザー製のジャケットケースとなっている。高級小型車の元祖となった。
- GTターボ - 5アルピーヌターボの後継となるスポーツバージョン。外観はオーバーフェンダーやサイドスカート、スポイラー付きバンパーなどで差別化され、馬力も115PS（後期型は120PS/5750rpm）（『80年代輸入車のすべて』三栄書房、12頁参照）まで上げられた。キャブレター冷却用に専用の電動ファンを装備する。ボディサイズは全長3,600×全幅1,600×全高1,360mm、ホイールベース2,405mm、車重850kg。
- エクスプレス（Express ） - シュペール5をベースにホイールベースを延長し、Bピラーから後半部を箱状の荷室にしたフルゴネットで、4フルゴネットの後継。商用タイプがメインだが、貨客兼用タイプや乗用タイプも設定された。シュペール5の生産終了後はスペイン、ブラジル、アルゼンチン、台湾で生産が継続され、マイナーチェンジでエンジンの変更や跳ね上げ式バックドアが加わるなど、後継となるカングーの登場までその役割を果たした。

## 3代目（2024年 - ）
電気自動車として約28年ぶりに復活。2021年1月14日にコンセプトモデルが発表、2024年2月26日に市販モデルが発表された。

## 登場作品

### 小説
『冬こそ獣は走る』北方謙三、新潮社、1986年。 ISBN 4-10-356202-1
主人公の愛車として登場。

### 映画
『トランスポーター』
2003年
劇中でフランクが使用。

### 漫画
『軽井沢シンドローム』
登場人物の一人「田口修一」の愛車。